# Pædagogmedhjælper
En pædagogmedhjælper er en person, som ofte er uden pædagogisk uddannelse, der arbejder som medhjælper i en vuggestue, en børnehave, et fritidshjem el.lign. pasningstilbud. I 1996 indførtes en 1 1/2-årig pædagogisk grunduddannelse (PGU), denne uddannelse er siden afskaffet og afløst af  uddannelsen til pædagogisk assistent (PAU). Pædagogmedhjælpere hører til de lavest lønnede offentligt ansatte.